# Eshetu Bekele
Eshetu Bekele (1974) è un ex maratoneta etiope.

## Competizioni internazionali
2001
- 8º alla Monaco Run - Riviera Classic ( Monaco) - 2h22'42"
- Bronzo alla Maratona di Pyongyang ( Pyongyang) - 2h13'52"

2002
- 5º alla Maratona di Pyongyang ( Pyongyang) - 2h15'40"
- 4º alla Maratona di Hong Kong ( Hong Kong) - 2h16'26"
- 10º alla Maratona di San Sebastián ( San Sebastián) - 2h16'57"

2003
- 8º alla Maratona di Beirut ( Beirut) - 2h21'02"

2004
- Oro alla Maratona di Beirut ( Beirut) - 2h17'31"
- Argento alla Maratona di Pyongyang ( Pyongyang) - 2h16'49"
- 10º alla Maratona di Mumbai ( Mumbai) - 2h19'30"

2005
- 6º alla Maratona di Toronto ( Toronto) - 2h18'30"
- Argento alla Maratona di Beirut ( Beirut) - 2h19'38"
- 10º alla Maratona di Stoccolma ( Stoccolma) - 2h25'12"
- 33º alla Maratona di Mumbai ( Mumbai) - 2h27'54"

2006
- 16º alla Maratona di Nagano ( Nagano) - 2h20'59"

2007
- 13º alla Maratona di Lahore ( Lahore) - 2h23'06"

2009
- Argento alla Mezza maratona di Hamilton ( Hamilton) - 1h07'27"

2010
- 6º alla Maratona di Mississauga ( Mississauga) - 2h29'10"